# Пытьев, Юрий Петрович
Юрий Петрович Пытьев — российский учёный в области информатики и математического моделирования, доктор физико-математических наук (1976), профессор (1980).

## Биография
Родился 26 июня 1935 г. в Воронеже.
В 1959 г. окончил физический факультет МГУ и с 1 марта 1961 г. работал там же. В 1963 г. защитил кандидатскую диссертацию «Вопросы теории движения заряженных частиц в электромагнитном поле».
В 1976 г. защитил докторскую диссертацию «Задачи математического анализа изображений». В 1980 г. утверждён в звании профессора.
С 1987 г. зав. кафедрой физики атмосферы/физики атмосферы и математической геофизики. С 1992 по 2018 г. зав. кафедрой компьютерных методов физики (математического моделирования и информатики). С 2018 г. профессор той же кафедры, читает курс «Математические методы субъективного моделирования».

## Научный вклад
Автор фундаментальных работ по математическим методам анализа и интерпретации измерений, обработке и распознаванию изображений, по нечёткой и неопределённой нечёткой математике, субъективному математическому моделированию.
Соавтор метода Пытьева-Чуличкова построения данных наблюдения.
Основал нескольких новых научных направлений в информатике:
- математическая теория измерительно-вычислительных систем (ИВС) как средств измерений в научных исследованиях и промышленности (монография «Методы математического моделирования измерительно-вычислительных систем», М.:ФИЗМАТЛИТ выдержала три издания (2002, 2006, 2012)).
- методы морфологического анализа изображений. В 2010 г. издана монография «Методы морфологического анализа изображений», написанная совместно с А. И. Чуличковым.
- методы нечёткой и неопределённой нечёткой математики. Основные результаты, полученные в этом направлении, опубликованы в монографии «Возможность как альтернатива вероятности. Математические и эмпирические основы, приложения», М.: ФИЗМАТЛИТ, (два издания — 2007 и 2016) и в монографии «Вероятность, возможность и субъективное моделирование в научных исследованиях», М.: ФИЗМАТЛИТ, 2018 г.

Подготовил 42 кандидата физико-математических наук.